# District de Mé-Zóchi
Le district de Mé-Zóchi est un district de Sao Tomé-et-Principe, sur l'île de São Tomé. Son siège est Trindade.

## Population
Le district de Mé-Zóchi comptait 35 105 habitants lors du recensement (RGPH) de 2001, puis 44 752 lors du RGPH de 2012.